# Gabrielle Petit

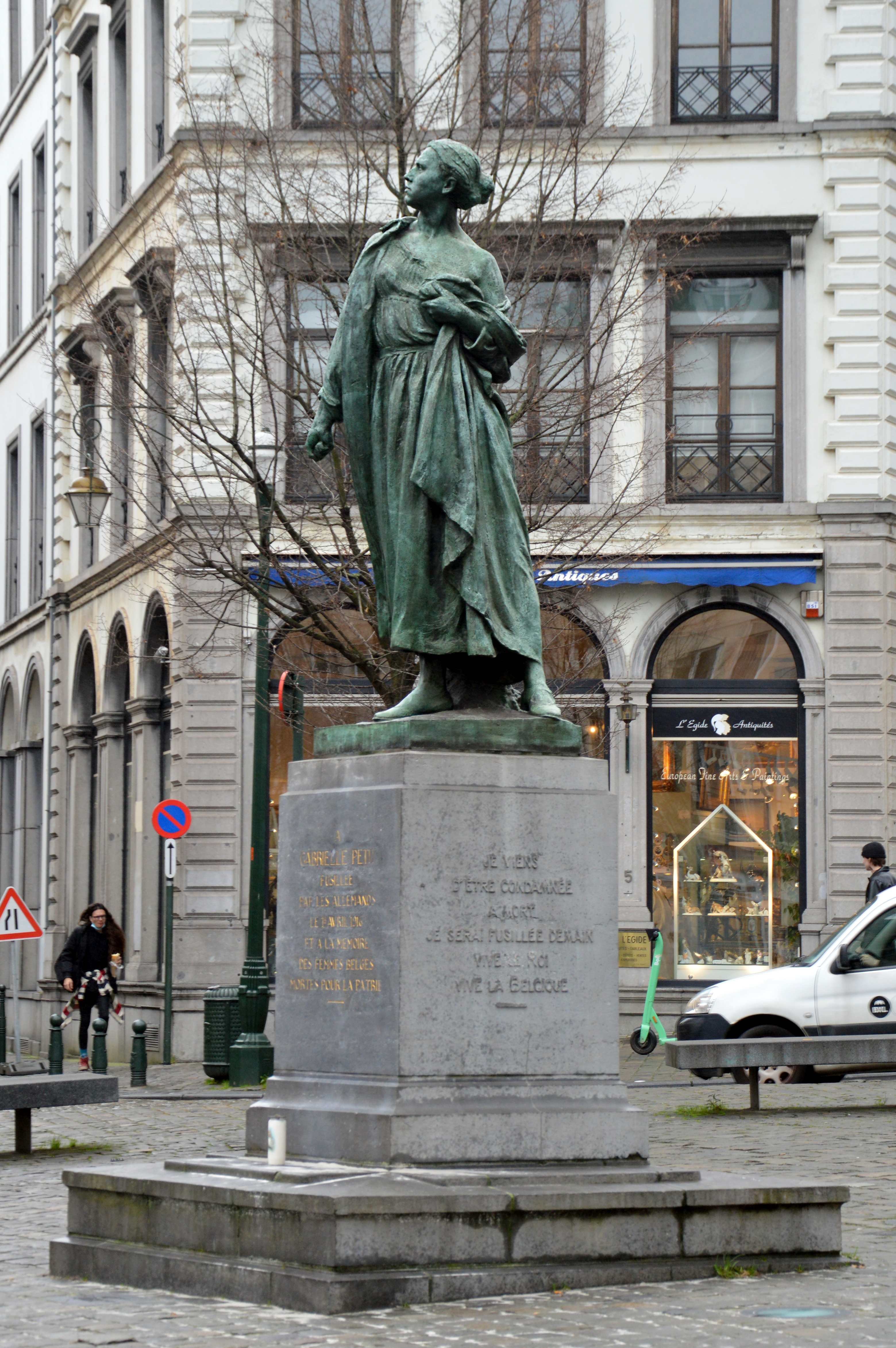
Statue von Gabrielle Petit auf dem Platz Saint-Jean in Brüssel

Gabrielle Alina Eugenia Maria Petit (* 20. Februar 1893 in Tournai; † 1. April 1916 in Brüssel) war eine belgische Verkäuferin und Krankenschwester, die im Ersten Weltkrieg für den britischen Geheimdienst spionierte. 1916 wurde sie von den Deutschen hingerichtet. Nach Kriegsende wurde sie belgische Nationalheldin.

## Leben
Gabrielle Petit stammte aus einer Arbeiterfamilie und wurde nach dem frühen Tod ihrer Mutter in einem katholischen Internat in Brugelette aufgezogen. Zu Beginn des Ersten Weltkriegs lebte sie in Brüssel, arbeitete als Verkäuferin und meldete sich sofort als Krankenschwester zum belgischen Roten Kreuz.
Als sie 1914 ihrem verwundeten Verlobten, Maurice Gobert, zur Flucht über die Grenze in die Niederlande zu seinem Regiment verhalf, begann ihre Spionagetätigkeit. Was sie während dieser Reise über die deutsche Armee erfuhr, gab sie an den britischen Geheimdienst weiter. Dieser nahm sie auf und gab ihr eine kurze Ausbildung. Mit Hilfe einer Anzahl falscher Identitäten sammelte sie Informationen über die deutschen Truppenbewegungen. Sie verteilte auch die belgische Untergrundzeitung La Libre Belgique, machte mit bei dem geheimen Postdienst Mot du Soldat und half etlichen jungen Männern über die niederländische Grenze.
Gabrielle Petit wurde verraten und von den Deutschen im Februar 1916 gefangen genommen. Trotz des Angebots eines milderen Urteils weigerte sie sich, Mitkämpfer zu verraten. Sie war erst im Gefängnis St. Gilles in Brüssel. Am 1. April 1916 wurde sie vor ein Erschießungskommando gestellt, sie soll noch gerufen haben „Vous allez voir comment une femme belge sait mourir“ (Ihr werdet sehen, wie eine Belgierin zu sterben weiß). Ihre Leiche wurde auf dem Gelände der Exekution in Schaarbeek beerdigt.
Anders als bei ihrer Zeitgenossin, der Engländerin Edith Cavell, die ebenfalls von den Deutschen erschossen worden war, wurde ihre Geschichte erst nach dem Krieg so richtig bekannt und sie selbst zur Nationalheldin. Im Mai 1919 gab es nationale Bestattungsfeiern und im Beisein der belgischen Königin Élisabeth, des Kardinals Mercier und des Premierministers Léon Delacroix wurden ihre sterblichen Überreste (gemeinsam mit denen zweier Mitstreiter, A. Bodson und A. Smekens) auf den städtischen Friedhof Schaerbeek übergeführt.
Auf dem Platz Saint-Jean (Sint-Jans Plein) in Brüssel steht eine Statue zur Erinnerung an die junge Heldin, eine weitere in ihrem Geburtsort Tournai. Das Denkmal in Brüssel wurde am 21. Juli 1923, dem belgischen Nationalfeiertag, eingeweiht. Königin Elisabeth, begleitet von Prinzessin Marie-José, legte ein Gebinde von weißen Rosen und Nelken nieder. Herbette, der Botschafter Frankreichs, gab bekannt, dass der französische Präsident Gabrielle Petit posthum zum Ritter der Ehrenlegion ernannt hatte, und befestigte das rote Ordensband am Fuß des Sockels. Das Monument ist das Werk des Bildhauers Égide Rombaux und des Architekten Adrien Blomme. Auf den vier Seiten des Sockels waren damals Bronzetafeln mit Inschriften befestigt:
- „A Gabrielle Petit, fusillée par les Allemands le 1er avril 1916, et à la memoire des femmes belges mortes pour la Patrie.“ (Für Gabrielle Petit, am 1. April 1916 von den Deutschen erschossen, und zum Andenken an die Belgierinnen, die für ihr Vaterland starben.)
- „Je viens d'etre condamnée à mort. Je serai fusilée demain. Vive le roi! Vive la Belgique!“ (Ich bin soeben zum Tode verurteilt worden. Ich werde morgen erschossen werden. Es lebe der König! Es lebe Belgien!)
- „Je leur montrerai comment une femme belge sait mourir.“ (Ich werde ihnen zeigen, wie eine Belgierin zu sterben weiß.)
- „Ce monument a été érigé par souscription nationale à l'initiative de la ligue des Patriotes.“ (Dieses Monument wurde auf Initiative der Liga der Patrioten dank nationaler Zeichnung errichtet.)

Auf der Liste der größten Belgier von 2005 wurde Gabrielle Petit sowohl von Flandern (auf Platz 94) als auch von Wallonien (Platz 85) nominiert.

## Film
- Femme belge Gabrielle Petit. Regisseur: Francis Martin. Drehbuch: Edouard Ehling. Mit Renée Liégeois als Gabrielle Petit. Schwarzweiß. Stummfilm. Belgien, 1928.
- Les funérailles de Gabrielle Petit - Begrafenis van Gabrielle Petit. Schwarzweiß. Stummfilm. Belgien, 1919 (?)
- Translation des restes de Gabrielle Petit, de Bodson & de Smekens (fusillés par les Allemands). Le 1er juin 1919. Schwarzweiß. Stummfilm. Belgien, 1919.